# Tord Asle Gjerdalen
Tord Asle Gjerdalen (Hønefoss, 3 augustus 1983) is een Noorse langlaufer. Hij vertegenwoordigde zijn vaderland op de Olympische Winterspelen 2006 in Turijn en de Olympische Winterspelen 2010 in Vancouver.

## Carrière
Gjerdalen maakte zijn wereldbekerdebuut in februari 2004 in Trondheim, anderhalf jaar later scoorde hij in Beitostølen zijn eerste wereldbekerpunten. In januari 2006 behaalde hij in Lago di Tesero zijn eerste toptienklassering. Op de Olympische Winterspelen van 2006 in  Turijn eindigde Gjerdalen als vijftiende op de 50 kilometer vrije stijl en als zeventiende op de 30 kilometer achtervolging.
In het seizoen 2007/2008 eindigde Gjerdalen als vierde in zowel het eindklassement van de wereldbeker als in het eindklassement van de Tour de Ski. Op 23 februari 2008 stond de Noor in Falun voor de eerste maal in zijn carrière op het podium van een wereldbekerwedstrijd. In Liberec nam Gjerdalen deel aan de wereldkampioenschappen langlaufen 2009, op dit toernooi eindigde hij als veertiende op de 30 kilometer achtervolging en als twintigste op de 50 kilometer vrije stijl. Tijdens de Olympische Winterspelen van 2010 in Vancouver eindigde de Noor zeventiende op de 30 kilometer achtervolging en als achtentwintigste op de 15 kilometer vrije stijl.
Op de wereldkampioenschappen langlaufen 2011 in Oslo veroverde Gjerdalen de bronzen medaille op de 50 kilometer vrije stijl, daarnaast eindigde hij als zeventiende op de 30 kilometer achtervolging. Op de 4x10 kilometer estafette sleepte hij samen met Martin Johnsrud Sundby, Eldar Rønning en Petter Northug de wereldtitel in de wacht.

## Resultaten

### Olympische Winterspelen
| Jaar | Plaats    | Resultaten                                      |
| ---- | --------- | ----------------------------------------------- |
| 2006 | Turijn    | 17e 30 km achtervolging 15e 50 km (vrije stijl) |
| 2010 | Vancouver | 28e 15 km (vrije stijl) 17e 30 km achtervolging |

### Wereldkampioenschappen
| Jaar | Plaats  | Resultaten                                                        |
| ---- | ------- | ----------------------------------------------------------------- |
| 2009 | Liberec | 14e 30 km achtervolging 20e 50 km (vrije stijl)                   |
| 2011 | Oslo    | 17e 30 km achtervolging · 50 km (vrije stijl) · 4x10 km estafette |

### Wereldbeker

#### Eindklasseringen
| Seizoen   | Algm | DI  | SP  | TdS |
| --------- | ---- | --- | --- | --- |
| 2003/2004 | –    | –   | –   |     |
| 2005/2006 | 34e  | 22e | –   |     |
| 2006/2007 | 85e  | 51e | –   | –   |
| 2007/2008 | 4e   | 9e  | 18e | 4e  |
| 2008/2009 | 40e  | 32e | 66e | 22e |
| 2009/2010 | 39e  | 35e | 86e | 13e |
| 2010/2011 | 33e  | 24e | 73e | 16e |
| 2011/2012 | 150e | 96e | –   | –   |
| 2012/2013 | 50e  | 41e | –   | 21e |
| 2013/2014 | 30e  | 36e | –   | 6e  |
| 2014/2015 | –    | –   | –   | –   |

### Marathons
Worldloppet Cup zeges
| Nr. | Datum           | Plaats                     | Marathon    | Onderdeel                          |
| --- | --------------- | -------------------------- | ----------- | ---------------------------------- |
| 1.  | 25 januari 2015 | Val di Fiemme/Val di Fassa | Marcialonga | 57 km klassieke stijl (massastart) |
| 2.  | 31 januari 2016 | Val di Fiemme/Val di Fassa | Marcialonga | 70 km klassieke stijl (massastart) |
| 3.  | 29 januari 2017 | Val di Fiemme/Val di Fassa | Marcialonga | 57 km klassieke stijl (massastart) |

1. 1 2 3  Maakte eveneens deel uit van de Ski Classics.

Ski Classics zeges
| Nr. | Datum            | Plaats                     | Marathon               | Onderdeel                          |
| --- | ---------------- | -------------------------- | ---------------------- | ---------------------------------- |
| 1.  | 25 januari 2015  | Val di Fiemme/Val di Fassa | Marcialonga            | 57 km klassieke stijl (massastart) |
| 2.  | 31 januari 2016  | Val di Fiemme/Val di Fassa | Marcialonga            | 70 km klassieke stijl (massastart) |
| 3.  | 3 december 2016  | Livigno                    | La Sgambeda            | 30 km klassieke stijl (massastart) |
| 4.  | 29 januari 2017  | Val di Fiemme/Val di Fassa | Marcialonga            | 57 km klassieke stijl (massastart) |
| 5.  | 11 februari 2017 | Toblach                    | Toblach–Cortina        | 50 km klassieke stijl (massastart) |
| 6.  | 13 januari 2018  | Seefeld in Tirol           | Kaiser-Maximilian-Lauf | 60 km klassieke stijl (massastart) |
| 7.  | 20 januari 2018  | Zuoz                       | La Diagonela           | 65 km klassieke stijl (massastart) |
| 8.  | 3 februari 2018  | Toblach                    | Toblach–Cortina        | 50 km klassieke stijl (massastart) |
| 9.  | 7 april 2018     | Bardufoss                  | Reistadløpet           | 50 km klassieke stijl (massastart) |
| 10. | 7 maart 2021     | Sälen–Mora                 | Wasaloop               | 90 km klassieke stijl (massastart) |

1. 1 2 3  Maakte eveneens deel uit van de Marathon resp. Worldloppet Cup.